# 丹波島宿
丹波島宿（たんばじまじゅく）は、長野県長野市丹波島にあった北国街道の宿場。

## 概要
慶長16年（1611年）、領主であった越後高田城主松平忠輝が発出した「伝馬宿書出」により、犀川以北にあった水内郡太子村、押切村、米村、入殿村を対岸の更級郡丹波島村に移し、伝馬宿として成立。近世を通じて25人25疋の人馬を常備する定めであった。
宿場の中央に本陣と問屋があり、柳島家が世襲した。宿場の西端には於佐加神社が鎮座し、火除けとして秋葉神社が勧請された。東端には枡形があり、宿場の北方には「丹波島の渡し」が設けられ、善光寺の南の玄関口として重要な機能を担った。明治6年（1874年）に船橋が架けられ、渡し場は廃止された。